# Стерня
Стерня́ (жнивьё) — остатки (нижняя часть) стеблей злаков (зерновых культур) после уборки урожая.
Для борьбы с сорняками, которые остаются на поле вместе со стернёй, и растут (вегетируют) до наступления морозов, а также для борьбы со скрытостебельными вредителями и возбудителями болезней сельскохозяйственных растений производят лущение (поверхностное рыхление) стерни после уборки урожая, а затем при появлении всходов сорняков производят их глубокую вспашку.
В районах с ветровой эрозией, суровыми и малоснежными зимами, с целью воспрепятствовать выдуванию почвы и способствовать задержанию снега, стерню обрабатывают по безотвальной технологии — глубокорыхлителями или культиваторами-плоскорезами, что позволяет сохранить на поверхности поля до 85—90 % стерни.
Целлюлоза составляет около 50—70 % сухого вещества стерни и является главным компонентом в создании гумуса.
Для преодоления проблем с эрозией почв в большинстве стран Америки применяется технология No-till, которая предусматривает посев по стерне без перепахивания её плугом.
В СССР в 1940-е годы метод посева по стерне, без перепахивания почвы, разрабатывал Т. Д. Лысенко. В июне 1943 года он утверждал:

«При посеве по стерне, по необработанному жнивью, растения озимых в Сибири получаются в высшей степени морозостойкими. В этих условиях посевы даже маломорозостойких сортов пшеницы являются устойчивыми против сильных зимних сибирских морозов. Жнивьё (стерня) в 25—30 см высоты защищает надземные части растений от губительного механического действия ветра. Жнивьё задерживает снег, который также является защитой для растений не только от морозов, но и от действия ветров».

Метод не получил широкого распространения в СССР в связи с разрастанием сорняков.
Отменить послеуборочное лущение стерни позволяет использование гербицидов, включая глифосат-содержащие препараты. Для повышения эффективности действия этих веществ в засушливые годы применяют дискование стерни, которое стимулирует отрастание осотов и однолетних сорняков.

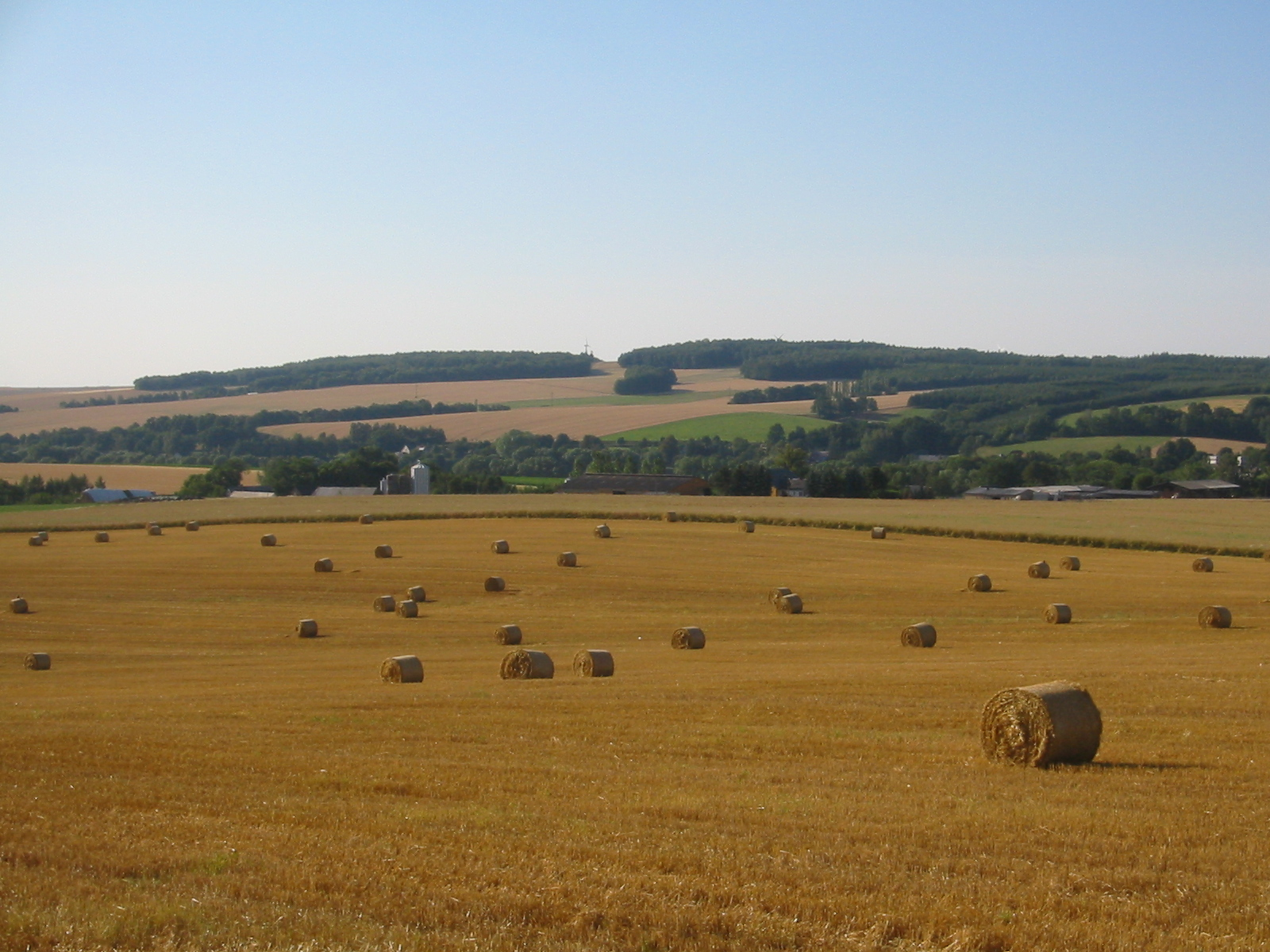
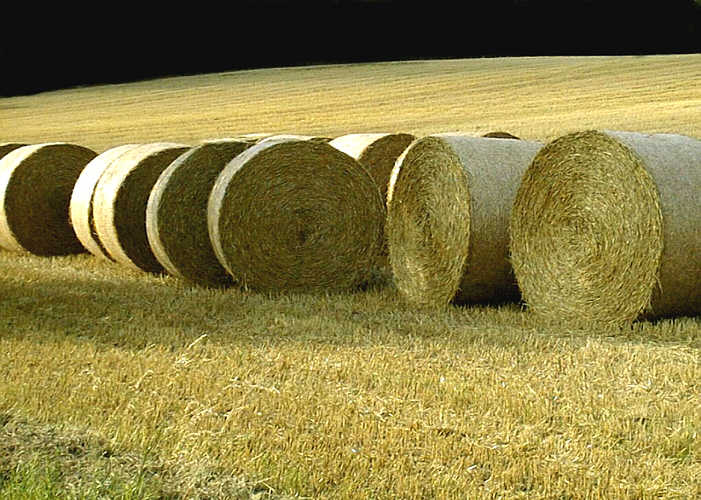
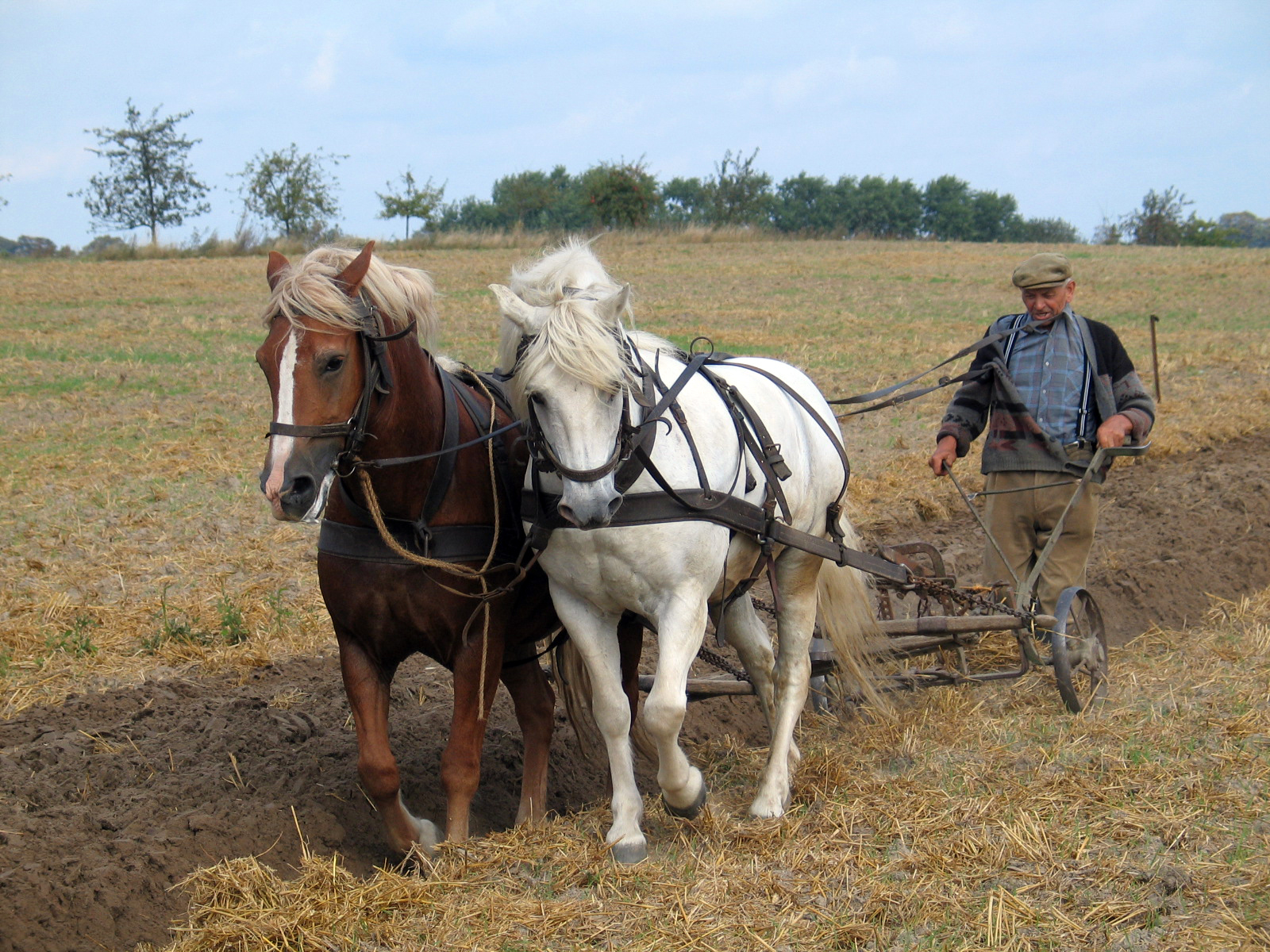
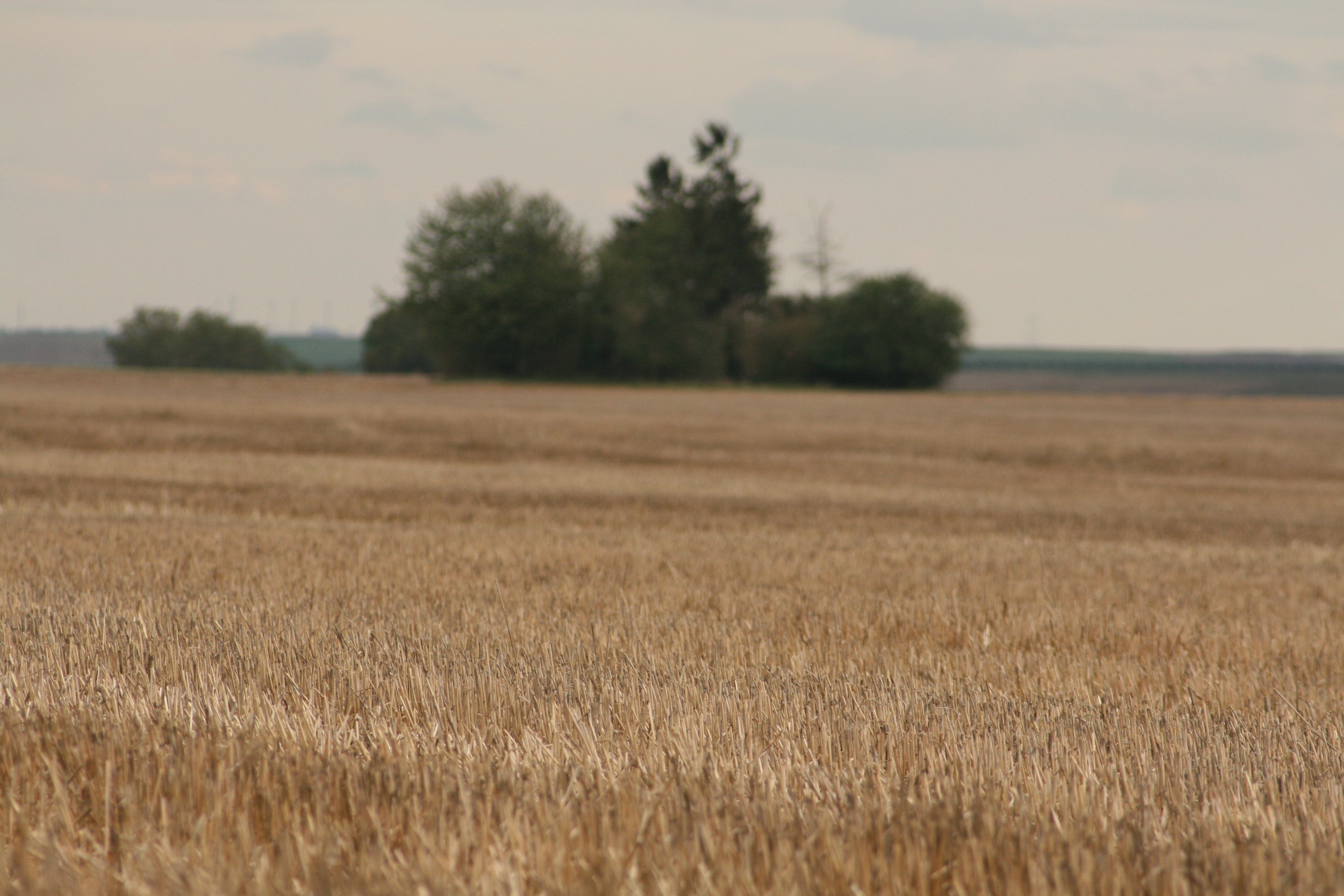
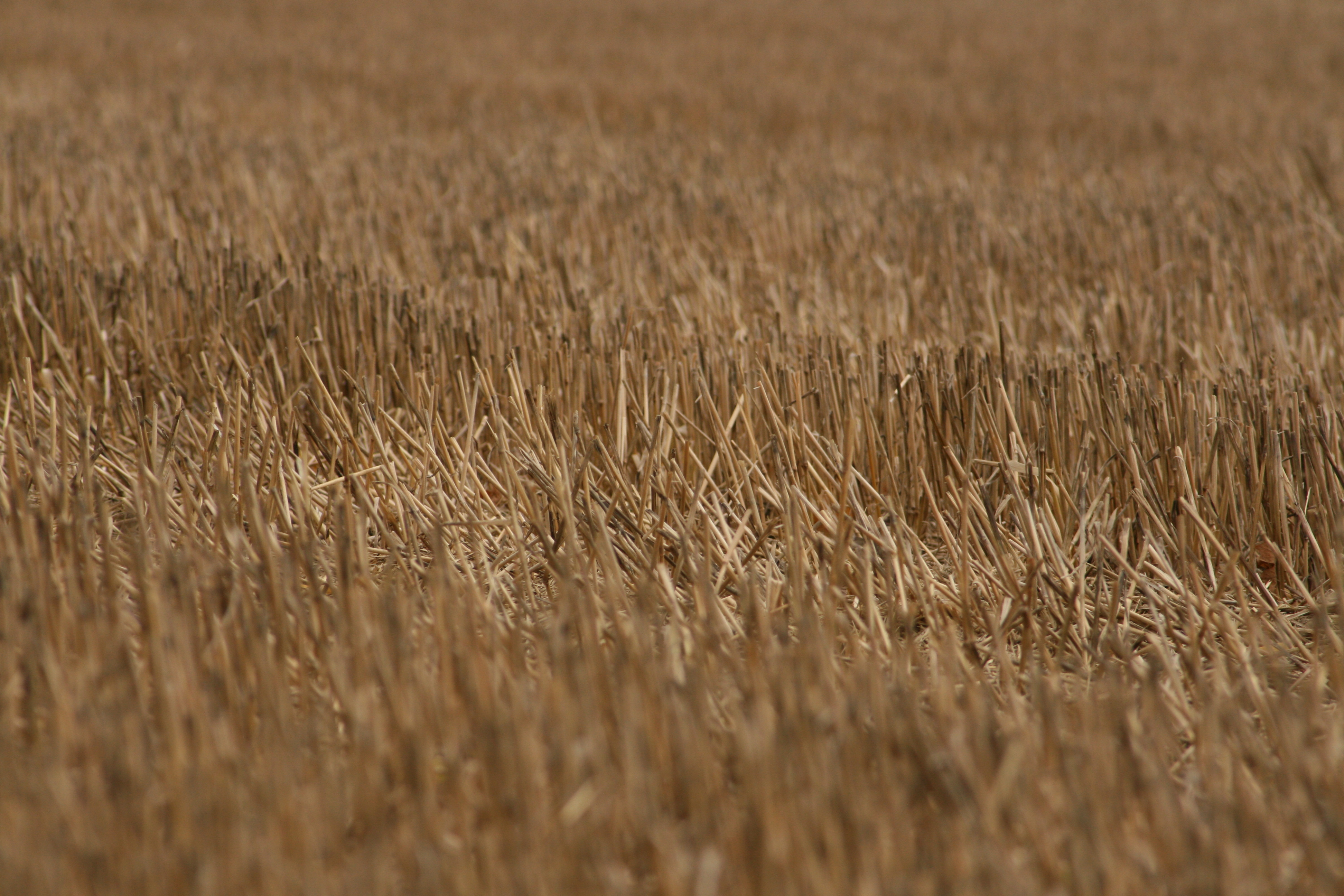
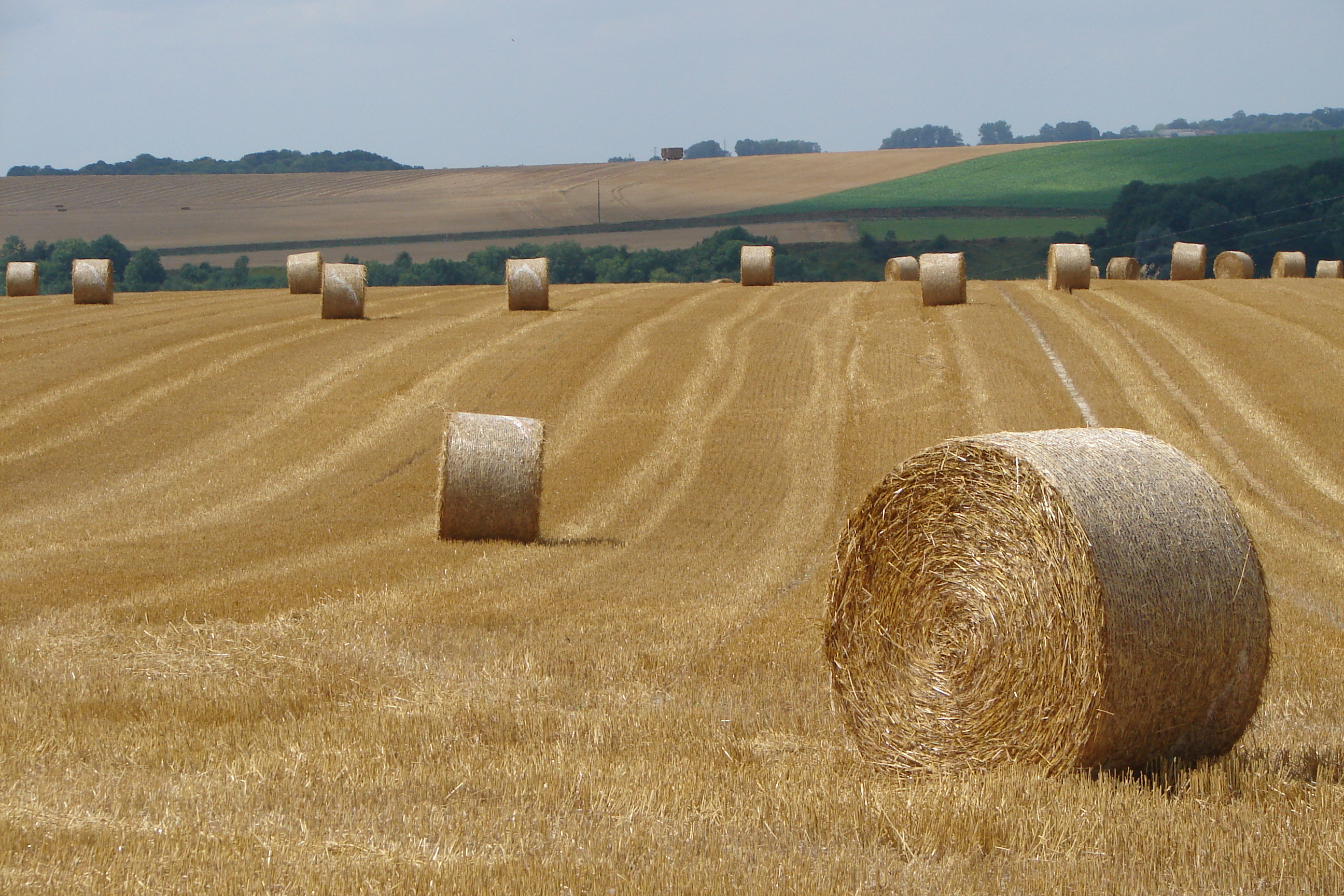